# Benetech
Beneficent Technology, Inc. ist ein amerikanisches gemeinnütziges Technologieunternehmen, das unter dem Namen Benetech tätig ist und mit Softwareprodukten soziale Zwecke fördert. Ziele der Organisation sind Bildung, Menschenrechte und Armutsbekämpfung, Sitz ist Palo Alto in Kalifornien.
Bekannt ist Benetech vor allem für die Blindenbibliothek Bookshare.

## Bookshare
Benetechs Hauptprodukt ist eine im Jahr 2001 gegründete E-Book-Bücherei für Menschen mit Seh- und Lesebehinderungen wie Legasthenie, Blindheit, Sehschwäche oder zum Beispiel Cerebralparese.
Die Online-Bibliothek Bookshare bietet E-Books als DAISY-Hörbuch, als MP3-Audiodateien, in dem Format EPUB, in maschinenlesbaren Microsoft-Word-Dateien und im Braille Refreshable Format (BRF) für Brailledisplays an. Alternativ können sich Nutzer die Bücher mit einem integrierten Tool (Bookshare Reader) direkt auf der Plattform vorlesen lassen.
Eigenen Angaben zufolge stellt Benetech mehr als eine Million Bücher auf Bookshare zur Verfügung und sei damit die größte Bibliothek ihrer Art. Die Plattform stellt Bücher in 47 Sprachen bereit und versorgte bislang 700.000 Schüler mit digitalem Lesematerial (Stand 2019). Im Jahr 2019 wurde Bookshare von rund zwei Prozent aller amerikanischen Schüler genutzt; geschätzte fünf Prozent waren zum kostenlosen Zugang berechtigt.
Bei der Digitalisierung und Verbreitung urheberrechtlich geschützter Bücher stützt sich Bookshare auf das im Jahr 1996 ins US-amerikanische Recht eingeführte Chafee Amendment (17 USC § 121),  das „befugten Stellen“ die Verbreitung von Büchern für blinde, sehbehinderte und anderweitig lesebehinderte Personen ohne ausdrückliche Genehmigung des Rechteinhabers erlaubt. Bookshare kooperiert zudem mit Verlagen, damit sie mehr Bücher in maschinenlesbaren Formaten herausgeben.
Die Online-Bücherei ist weltweit zugänglich. Der Zugang ist kostenlos für amerikanische Schulen und Schüler, die einen Nachweis über Schwierigkeiten mit dem Lesen gedruckter Texte erbringen können. Ebenfalls kostenlos ist die Plattform für Nutzer in Ländern mit niedrigem Einkommen. Für alle anderen Nutzer liegt der Preis bei 30 US-Dollar oder 50 US-Dollar pro Jahr in Ländern mit mittlerem oder hohem Einkommen.
Benetech wird vom US-Bildungsministerium gefördert und erhielt 42,5 Millionen Dollar für die Jahre 2017 bis 2022.

## Weitere Programme
Martus ist eine kostenlose, quelloffene und cloud-basierte Anwendung, mit der Menschenrechts- und Bürgerrechtsaktivisten verschlüsselte Informationen sammeln und verwalten können.
Miradi (Swahili für Projekt oder Ziel) ist eine Projektmanagement-Software für Umweltschutzaktivisten.

## Geschichte
Benetech wurde im Jahr 1989 von dem Technologieunternehmer Jim Fruchterman in Palo Alto, Kalifornien, unter dem Namen Arkenstone gegründet und sollte ursprünglich Lesegeräte für Blinde anbieten.
Im Zeitraum von 1989 bis 2000 wurden über 35.000 Lesegeräte in sechzig Ländern verkauft, die zwölf verschiedene Sprachen lesen konnten. Im Jahr 2000 wurde die Produktlinie der Arkenstone-Lesegeräte an Freedom Scientific verkauft. Der Name der gemeinnützigen Organisation wurde in Benetech geändert. Mit den Verkaufserlösen startete Fruchterman im Jahr 2001 die Bookshare-Initiative und das Martus-Projekt.
Einer der frühen Geldgeber für Martus war das Open-Society-Institut, das Initiativen der Zivilgesellschaft und politische Aktivitäten finanzierte. Martus war wegen seiner Ausrichtung auf Menschenrechtsaktivismus das erste Softwareprojekt, das von dem Institut unterstützt wurde.
Im Jahr 2018 kündigte Benetech an, die Anwendung nicht weiterzuentwickeln.
Von 2003 bis 2013 gehörte die Gruppe Human Rights Data Analysis Group, die unabhängige Datenanalysen im Themenfeld Menschenrechte erstellt und veröffentlicht, zu Benetechs Portfolio und wurde dann unter dem Schirm der Organisation Community Partners unabhängig.
Benetechs Alphabetisierungsprojekt Route 66, das im Jahr 2011 startete, bot Lese- und Schreibunterricht für jugendliche und erwachsene Leseanfänger online an.
Im Jahr 2019 kündigte Benetech die Ausweitung seiner integrativen Bildungsinitiative an und schloss neue Partnerschaften mit Organisationen wie Vision Australia, dem Royal National Institute of Blind People in Großbritannien, dem National Council for the Blind of Ireland, dem kanadischen Center for Equitable Library Access und mit der Regierung von Dubai.
Service Net ist eine Plattform, die Austausch, Pflege und Bereitstellung von Informationen über örtliche soziale Dienstleistungen und Programme erleichtert. Im Jahr 2021 gab Benetech das Projekt an die Initiative Open Referral ab.